# Oxytropis cana
Oxytropis cana är en ärtväxtart som beskrevs av Aleksandr Andrejevitj Bunge. Oxytropis cana ingår i släktet klovedlar, och familjen ärtväxter. Inga underarter finns listade i Catalogue of Life.